# Museo della zampogna (Villa Latina)
Il Museo della zampogna, o museo-laboratorio della zampogna, è un museo specializzato di Villa Latina, in provincia di Frosinone.

## Storia e descrizione
Il Museo della zampogna è stato costruito e inaugurato nel 2002 con l'obiettivo di presentare e promuovere la tradizione secolare della zampogna, strumento musicale ampiamente diffuso nel territorio da secoli dedito alla pastorizia.
Il museo, che occupa 913 metri quadrati per un volume complessivo pari a 840 metri quadrati, è stato allestito in un ex edificio scolastico degli anni cinquanta completamente riprogettato. Fa parte del progetto DEMOS della Regione Lazio, una rete museale di ambito demo-etno-antropologico.
È stato selezionato tra i musei vincitori del bando 2021 per la riqualificazione e il recupero di alcuni luoghi della cultura del Lazio, al fine di permetterne il restyling multimediale e l’accreditamento all'Organizzazione Museale Regionale (OMR).
Il museo ha anche la funzione di laboratorio didattico per imparare a suonare la zampogna e a costruirla secondo le tecniche tradizionali, ancora usate dai costruttori locali in attività.

## Collezione
Il museo contiene tutti gli strumenti musicali legati alla zampogna, come il piffero e la ciaramella.